# Commelina membranacea
Commelina membranacea là một loài thực vật có hoa trong họ Commelinaceae. Loài này được Robyns mô tả khoa học đầu tiên năm 1955.